# Selurampanel
Selurampanel (INN, kodni naziv BGG492) je lek koji je blisko srodan sa serijom hinoksalindiona koja deluje kao kompetitivni antagonist AMPA i kainatnih receptora i od 2015. godine se istražuje u kliničkim ispitivanjima Novartisa za lečenje epilepsije. On je takođe proučavan u akutnom lečenju migrene, i utvrđeno je da donekle ublažava bol, ali sa relativno visokom stopom neželjenih efekata.